# سيغمان
سييْمِن أو سيغمان أو سيمان (بالتركية: Seymen, Seğmen أو Seyman)، هو اسم يُطلق على وحدة مسلحة أو حرس قوافل في القبائل التركية القديمة لحماية القوافل البدوية. ومع الاستقرار، تحول في الأناضول إلى موكب من الشباب المسلحين يرتدوين معاطف قصيرة بدون أكمام ذات صفين من الأزرار التي كانت تُرتدى خلال الفترة العثمانية (بالتركية: Cepken). كانت مصنوعة من المخمل ، يرافقون العريس على الخيول مع الطبول والمزامير أثناء الذهاب لجلب العروس من قريتها. يُفترض أن الكلمة مشتقة من كلمة "سُكمان" (بالتركية العثمانية: سكمان)(بالتركية: Sökmen)، وهو لقب كان يُمنح للشجعان في التركية الخاقانية.

## علم أصول الكلمات
كلمة "سيمين"  تأتي من اللغة الفارسية ( الفارسية : سِغْبان) وتعني:
- عضو في فوج مشاة الإنكشارية.
- حارس، شرطي.

## في الدولة العثمانية
كانوا في الأصل أعضاء في نوع من مشاة الإنكشارية في الدولة العثمانية. كانت الكلمة في الأصل تشير إلى الوحدات العسكرية غير النظامية، وخاصة تلك التي لا تمتلك بنادق، ولكنها في نهاية المطاف أصبحت تشير إلى أي جماعة مسلحة خارج الجيش النظامي.
لم يكن السيغمان مخلصين للدولة العثمانية فحسب، بل أصبحوا مخلصين لأي شخص يدفع لهم ما يكفي، وكان هؤلاء المرتزقة من أصل ريفي.
تم تجنيد السيغمان بأعداد كبيرة حتى أصبحوا المكون الأكبر للجيوش الإمبراطورية، وكان لاستخدام هذه القوات في نهاية المطاف عواقب وخيمة: فقد تسبب انتهاء الأعمال العدائية، مثل الحرب ضد إيران في عام 1590م والحرب ضد النمسا في عام 1606م، في بطالة هائلة وانعدام سبل العيش بين عامة الناس. وبسبب هذا قرر العديد من الجنود الانخراط في أعمال اللصوصية والتمرد، فنهبوا جزءًا كبيرًا من الأناضول في الفترة من 1596م إلى 1610م.

## في بلدان أخرى

### في مقدونيا
وفي مقدونيا، عمل السيغمان أيضًا كحراس ومراقبين للأثرياء. وفي مقابل المال أيضًا، قاموا بحماية قرى بأكملها بالإضافة إلى الأديرة.

### في الأفلاق
الحراس الشباب المسلحون (بالإنجليزية: Seimeni) (جمع الحارس الشاب المسلح) هو مصطلح يشير إلى مجموعة من المشاة من المرتزقة المسلحين بالبنادق المُصَوَّنة كانت مهمتهم هي حراسة السيد وبلاطه في الأفلاق ومولدوفيا في القرنين السابع عشر والثامن عشر، وكان أغلبهم من الصرب وغيرها من الأصول البلقانية.
والمصطلح المستخدم في اللغة الإنجليزية (Seimeni) مأخوذ من اللغة التركية، حيث أن أصله هو : seğmen والذي يعني «الشباب المسلحون». وفي أساليب الكتابة الحديثة في اللغة السلافية، يمكن أن تظهر كذلك بالشكل simén (جمعها: siméni) أو siimén (siiméni).

### في إمارة صربيا
في 28 يونيو 1882م، في صربيا التي كانت حرة آنذاك، تم إنشاء حراس الأمن العام (الدرك الخيالة) بموجب القانون . وزعم التقدميون الذين كانوا في السلطة أن هذه الإجراءات ضرورية من أجل السلام والنظام، وخاصة " للقضاء على الخارجين عن القانون". من ناحية أخرى، قالت المعارضة، حزب الراديكاليين ، بقيادة أحد مؤسسيها، بيرو تودوروفيتش، إنها تأسست لمضايقة المعارضين السياسيين، وفي المقام الأول الراديكاليين. أطلق عليهم بيرا تودوروفيتش على الفور اسم "سيميني".

### في رومانيا
خشية الامتيازات المتنامية للبويار وخوفًا من خسارة المنح التي كانوا يحصلون عليها من الأراضي أو تحولهم إلى قنانة (عبيد)، ثار الحراس الشباب المسلحون في عام 1655، بعد أن تم سحقهم بعد أن قام الأمير قنسطنطين سربان بالاعتماد على مساعدة جورج الثاني راكوستشي وأمير ترانسيلفانيا، بالإضافة إلى أمير فويفود التابعة لـ مولدوفيا شيروغي ستيفان.
وبعد ممارسة الإرهاب في بوخارست، حيث قاموا باعتقال وإعدام العديد من البويار، تمت هزيمتهم هزيمة نكراء على يد راكوسيتشي في السادس والعشرين من يونيو، عام 1655، في معركة جرت أحداثها على ضفاف نهر تيلياجين.